# Five Obstructions
Pour les articles homonymes, voir Obstruction.
Pour plus de détails, voir Fiche technique et Distribution.
Five Obstructions (De fem benspænd) est un film de coproduction internationale réalisé par Jørgen Leth et Lars von Trier, sorti en 2003.

## Synopsis
Lars von Trier affirme que le court-métrage Det perfekte menneske de Jørgen Leth sorti en 1967 est son film préféré. Dans le but de lui rendre hommage, mais d'une manière perverse, à la fois manipulatrice et créatrice, il propose à l'auteur du film original, son compatriote Jørgen Leth, de déconstruire et de reconstruire ce court-métrage. Il défie donc Leth d'en tourner cinq remakes. Pour chaque projet, il lui impose de nouvelles « obstructions », à travers des consignes, restrictions ou interdictions plus ou moins arbitraires, l'obligeant à repenser l'histoire, l'esthétique et les personnages de son film. Il s'ensuit à chaque épreuve un échange entre les deux hommes, durant lequel Lars von Trier, dans une sorte de position de « directeur de conscience », à la limite de l'humiliation, semble prendre plaisir à déconstruire et critiquer ce que Jørgen Leth a réalisé,.

### Les cinq obstructions
1. Tournage à Cuba ; pas d'écran (au sens de : pas de décor artificiel derrière les acteurs comme dans le film original) ; pas de plan de plus de 12 photogrammes (en théorie, pas de plan de plus d'une demi-seconde).
2. Tournage dans l'endroit qui, selon Leth, est le plus misérable de la Terre, mais qui ne doit pas apparaître à l'écran ; Leth doit incarner le rôle principal lui-même ; inclusion de la scène du repas, mais exclusion du personnage féminin.
3. Lars von Trier est mécontent du deuxième court-métrage : Leth a selon lui trahi la consigne, puisqu'on voit l'environnement (le quartier des prostituées de Bombay) à l'écran, bien que n'apparaissant que de façon floue à travers un écran translucide. Il le « punit » en lui laissant le choix entre deux options : soit retourner à Bombay pour refaire les prises, soit réaliser le prochain remake en étant entièrement libre. Leth choisit la seconde option, tourne son film à Bruxelles avec Patrick Bauchau en utilisant la technique du split-screen.
4. Tournage sous forme de dessin animé, en utilisant des plans déjà tournés (pour ce film ou des films antérieurs de Leth). Leth confie la transformation en cartoons d'images des films précédents à Bob Sabiston, qui avait employé la même technique sur le film A Scanner Darkly.
5. La dernière obstruction atteint le comble de la manipulation : Lars von Trier écrit et réalise lui-même le court métrage, notamment à partir des différentes scènes de rencontre entre les deux réalisateurs et du making of tourné lors de la production de chacune des quatre versions précédentes. Leth doit toutefois être crédité comme réalisateur de cette version qu'il ne maîtrise pas et lire le texte de la voix off.

## Fiche technique
- Titre original : De fem benspænd
- Titre anglais : The Five Obstructions
- Titre français : Five Obstructions
- Réalisation : Jørgen Leth et Lars von Trier
- Scénario : Jørgen Leth, Lars von Trier, Sophie Destin et Asger Leth
- Musique : Kristian Leth (musique additionnelle)
- Photographie : Kim Hattesen et Dan Holmberg
- Montage : Daniel Dencik, Morten Højbjerg et Camilla Skousen
- Direction de l'animation : Bob Sabiston (4e obstruction)
- Production : Carsten Holst
  - Production déléguée : Peter Aalbæk Jensen, Vibeke Windeløv, Nicole Mora, Gerald Morin, Marc-Henri Wajnberg
- Sociétés de production : Zentropa, Wajnbrosse Productions, Almaz Film Productions, Panic Productions
- Sociétés de distribution : Trust Film Sales (Danemark et ventes internationales) ; Films sans Frontières (France)
- Pays d'origine :  Danemark,  Belgique,  Suisse,  France
- Langues originales : danois, anglais, français, espagnol
- Genre : expérimental, film à sketches, partiellement documentaire et animation
- Format : couleurs / noir et blanc
- Durée : 90 minutes
- Dates de sortie :
  - Canada : 11 septembre 2003 (Festival de Toronto)
  - Danemark : 21 novembre 2003
  - France : 7 mars 2004 (Festival d'Alès) ; 10 mars 2004 (sortie nationale)

## Distribution
- Jørgen Leth : lui-même / l'homme parfait (2e et 5e obstructions)
- Lars von Trier : lui-même
- Patrick Bauchau : l'homme parfait (3e obstruction)
- Alexandra Vandernoot : la femme parfaite (3e obstruction)
- Daniel Hernandez Rodriguez : l'homme parfait (1re obstruction)
- Jacqueline Arenal (es) : la femme parfaite (1re obstruction)
- Vivian Rosa : l'autre femme cubaine (1re obstruction)
- Marie Dejaer : la femme de ménage (3e obstruction)
- Pascal Perez : l'homme du couple (3e obstruction)
- Meschell Perez : la femme du couple (3e obstruction)
- Bob Sabiston (non crédité) : lui-même (durant la production de la 4e obstruction)

Images d'archives issues de Det perfekte menneske :
- Claus Nissen : l'homme parfait
- Majken Algren Nielsen : la femme parfaite

Images d'archives issues d'autres films et transformées pour la séquence d'animation :
- Bent Christensen : gangster (issu de Det gode og det onde)
- Anders Hove (en) : l'homme nu (issu de Notater om kærligheden)
- Charlotte Sieling : la femme nue (issu de Notater om kærligheden)
- Jan Nowicki : l'homme qui retire et remet sa veste (issu de Notater om kærligheden)
- Stina Ekblad : la femme avec l'argent (issu de Notater om kærligheden)

## Distinctions
- Durban International Film Festival 2004 : meilleur documentaire
- GuldDok (da) 2004 : GuldDok de l'année
- Festival international du film d'Odense 2004 : Grand Prix
- Festival du film de Motovun 2004 : Prix FIPRESCI